# 삼성현초등학교
삼성현초등학교는 대한민국 경상북도 경산시에 있는 공립 초등학교이다.

## 연혁
- 2015.3.1. 삼성현초등학교 개교(19학급) 및 초대 추미애 교장 부임
- 2015.3.2. 제1회 초등학교 입학식(신입생 138명, 5학급)
- 2015.3.4. 제1회 병설유치원 입학식(5세반 9명, 1학급)
- 2015.6.5. 개교식
- 2016.2.16. 제1회 병설유치원 졸업식(남 6, 여 4, 총 10명)
- 2016.2.17. 제1회 초등학교 졸업식(남 10, 여 13, 총 23명)
- 2016.3.1. 초등학교 5학급 증설(23학급)
- 2016.3.2. 제2회 초등학교 입학식(신입생 146명, 5학급),·초등 23학급, 특수 1학급 총 620명
- 2016.3.3. 제2회 병설유치원 입학식(5세반 13명, 1학급)